# Згорње Горче
Згорње Горче (словен. Zgornje Gorče) је насељено место у општини Брасловче, Савињска регија, Словенија.

## Историја
До територијалне реорганизације у Словенији биле су у саставу старе општине Жалец.

## Становништво
У попису становништва из 2011. године, Згорње Горче је имало 65 становника.
| Број становника према пописима | Број становника према пописима | Број становника према пописима |
| ------------------------------ | ------------------------------ | ------------------------------ |
| 1991                           | 2002                           | 2011                           |
| 64                             | 62                             | 65                             |